# 현도초등학교
현도초등학교는 대한민국 충청북도 청주시 서원구 현도면 달계리에 있는 공립 초등학교다.

## 학교 연혁
- 1929년 4월 17일 현도공립보통학교 개교
- 1938년 4월 1일 현도공립심상소학교로 개칭[1]
- 1941년 4월 1일 현도공립국민학교로 개칭[2]
- 1951년 4월 1일 옥포국민학교 분리
- 1967년 10월 9일 노산국민학교 분리
- 1981년 3월 12일 병설유치원 개원
- 1990년 9월 10일 학교급식 실시
- 1993년 3월 1일 노산분교장 편입
- 1996년 3월 1일 현도초등학교로 개명[3]
- 1998년 3월 1일 노산분교장 통폐합
- 2015년 9월 1일 제37대 임엽 학교장 부임
- 2016년 2월 19일 제84회 졸업식(총 5,549명)
- 2017년 2월 17일 제85회 졸업식(총 6,238명)

## 참고 자료
- 현도초등학교 - 한국교육학술정보원 학교알리미